# Israil Arsamakov
Israil Magomedgirejevič Arsamakov (Исраил Магомедгиреевич Арсамаков, * 8. února 1962 Grozný) je bývalý sovětský vzpěrač ingušské národnosti.
Začínal jako zápasník ve volném stylu, pak se v klubu Dynamo Groznyj pod vedením trenéra Ibragima Kodzojeva zaměřil na vzpírání. V letech 1981 a 1982 se stal juniorským mistrem světa. V roce 1982 vytvořil světový rekord v lehkotěžké váze výkonem 179 kg v trhu.
V roce 1986 vyhrál mistrovství Evropy ve vzpírání a byl druhý na mistrovství světa ve vzpírání. Třikrát se stal vzpěračským mistrem SSSR (1981, 1985 a 1988). Na Letních olympijských hrách 1988 v Soulu zvítězil v kategorii do 82,5 kg, když vzepřel 167,5 kg v trhu a 210 kg v nadhozu. Stal se tak vůbec prvním olympijským vítězem pocházejícím z Čečensko-ingušské autonomní sovětské socialistické republiky. Po olympiádě ukončil závodní kariéru a stal se trenérem, rozhodčím a funkcionářem. Vystudoval pedagogický ústav v Grozném, byl předsedou Ruské vzpěračské federace a zakladatelem Kavkazských her.